# Шамаево
 Шамаево  — деревня в Бавлинском районе Татарстана. Входит в состав Тумбарлинского сельского поселения.

## География
Находится в юго-восточной части Татарстана на расстоянии приблизительно 15 км по прямой на юг от районного центра города Бавлы.

## История
Основана в 1929 году.

## Население
Постоянных жителей было: в 1938—212, в 1949—218, в 1958—199, в 1970—153, в 1979—109, в 1989 — 63, в 2002 − 66 (татары 79 %), 80 в 2010.